# Atrichum pusillum
Atrichum pusillum är en bladmossart som beskrevs av Jean Édouard Gabriel Narcisse Paris 1900. Atrichum pusillum ingår i släktet sågmossor, och familjen Polytrichaceae. Inga underarter finns listade i Catalogue of Life.